# Haruder
Haruder oder Haruden (auch Harother, Charuder; lateinisch: Harudes) war der Name eines germanischen Stammes bzw. mehrerer germanischer Stämme. Gebräuchlicher ist heute die Mehrzahl Haruden. Das Reallexikon der Germanischen Altertumskunde etwa verwendet durchgängig diese Form.
Die Haruden werden erstmals von dem römischen Feldherrn und Autor Julius Caesar in De bello Gallico genannt, seinem Bericht über seine Kriege in Gallien. Um das Jahr 70 v. Chr. waren unter Führung des germanischen Fürsten Ariovist auf der Suche nach neuem Siedlungsgebiet verschiedene Volksstämme ins Gebiet der Gallier eingedrungen. Die unter dem Protektorat des Römischen Reichs stehenden Gallier baten, so Caesar, Rom um Hilfe. Caesar nennt die Haruden dann unter den sieben Stämmen, die er in einer Schlacht am Rhein im Jahr 51 v. Chr. besiegte. Wo die Haruden damals angesiedelt waren, ist nicht bekannt.
Im Jahr 6 n. Chr. zahlten die Charuder Tribut an die Römer bei ihrer von Tiberius angeführten Expedition ins Skagerrak. Dieselben Charuder werden von Ptolemäus um 150 n. Chr. im nördlichen Teil der jütischen Halbinsel lokalisiert, wo der Landschaftsname Hardsyssel (entspricht etwa dem heutigen Ringkjøbing Amt) auf sie zurückgeht.
Jordanes erwähnte schließlich um 550 n. Chr. die Arothi, die zum Reich des Rodulf gehörten. Ihr Name dürfte sich in der norwegischen Landschaft Hordaland erhalten haben.
Das Geschlecht der langobardischen Herzöge von Brescia, dem die beiden Langobardenkönig Rothari und Rodoald entstammen, werden als ex genere Arodus bezeichnet. Die Frage, ob es sich dabei um den Stammesnamen der Haruden oder um den Spitzenahn Wotan/Odin handelt, ist von der Fachwelt noch nicht geklärt.
Die Erwähnung von Haruden als Anwohner und Namensgeber des Harzes (vgl. Herkynischer Wald) durch Rudolf von Fulda beruht auf einer gelehrten, aber falschen Etymologie des Mittelalters.